# USS Liscome Bay (CVE-56)
La USS Liscome Bay (CVE-56) era una portaerei di scorta della classe Casablanca.
Impostata il 9 dicembre 1942 nei cantieri della Kaiser Shipyards, era originariamente destinata alla Royal Navy col nome di HMS Ameer nell'ambito del programma Lend-Lease, ma la United States Navy se ne riappropriò mentre era ancora in costruzione.
Fu varata il 19 aprile 1943 da Ben Moreell, moglie del capo del Navy's Bureau of Yards & Docks, l'ufficio della Marina responsabile dei cantieri e dei porti. Il 28 giugno 1943 fu rinominata Liscome Bay, ed il 15 luglio le fu assegnata la sigla Hull CVE-56. Entrò in servizio nella United States Navy il 7 agosto, sotto il comando del capitano Irving D. Wiltsie.
Fu l'unica nave a portare il nome dell'omonima baia di Dall Island, nell'Arcipelago Alessandro in Alaska.

## Storia

### L'Operazione Galvanic
Dopo aver effettuato alcune esercitazioni preliminari lungo la West Coast, il 21 ottobre 1943 la Liscome Bay lasciò la base navale di San Diego, in California, diretta a Pearl Harbor, dove giunse una settimana dopo. Completate ulteriori operazioni di addestramento, fu stabilito quale sarebbe stata la prima missione della nave, che si rivelò anche l'ultima. La Liscome Bay si unì con altre portaerei alla Carrier Division 24, parte della Task Force 52 che al comando del vicemmiraglio Richmond Turner avrebbe preso parte all'invasione delle isole Gilbert. La flotta lasciò Pearl Harbor il 10 novembre.
I bombardamenti di supporto alle truppe d'invasione iniziarono il 20 novembre, per concludersi 76 ore dopo con la presa degli atolli di Tarawa e Butaritari. Gli aerei della Liscome Bay presero parte alle 2278 sortite aeree partite dalle portaerei statunitensi, con lo scopo di bombardare le basi aeree nemiche, fornire supporto alle truppe durante lo sbarco e nei successivi combattimenti a terra, intercettare eventuali aerei nemici. Una volta che il controllo degli atolli fu assicurato, la flotta statunitense si ritirò.

### L'affondamento
Il 23 novembre, il sottomarino giapponese I-175 giunse nelle acque delle Isole Makin. Una Task Force temporanea di tre portaerei di scorta, la Liscome Bay, la Coral Sea e la Corregidor, sotto al comando del retroammiraglio Henry Mullinnix, stava procedendo a circa 30 km dalla costa sud di Butaritari ad una velocità di 15 nodi. Il 24 novembre alle 04:30 suonò la sveglia per l'equipaggio a bordo della Liscome Bay. Iniziarono i preparativi di routine e alle 05:05 gli uomini erano in posizione e gli aerei pronti a un eventuale decollo.
Fino a quel momento non c'erano stati avvisi dell'eventuale presenza di sottomarini nemici in quelle acque, finché alle 5:10 una vedetta gridò: Here comes a torpedo! ("Sta arrivando un siluro!"). Il siluro centrò la Liscome Bay a poppa della sala macchine, andando a colpire una santabarbara, dove erano conservate le bombe degli aerei imbarcati, provocando un'enorme esplosione che inghiottì l'intera portaerei e scagliò detriti ad oltre 4 km di distanza.
(Tenente di vascello John C. W. Dix, ufficiale addetto alle comunicazioni della vicina Hoel)
Alle 05:33 la Liscome Bay si inclinò sul lato di dritta ed affondò, portando con sé 53 ufficiali e 591 marinai, tra cui il retroammiraglio Mullinnix, il capitano Wiltsie ed il cuoco di terza classe Doris Miller, diventato famoso per i suoi atti di coraggio durante l'attacco di Pearl Harbor che gli valsero la Navy Cross. Dei 916 membri dell'equipaggio, soltanto 272 sopravvissero, tratti in salvo dai cacciatorpediniere Morris, Hughes e Hoel.
Dei 28 aerei imbarcati, 23 andarono perduti nell'affondamento, ma 5 Grumman F4F Wildcat riuscirono a salvarsi, atterrando sulla Lexington e sulla Yorktown. Contando anche le vittime dell'affondamento della Liscome Bay, i caduti statunitensi della battaglia di Makin furono in numero superiore all'intera guarnigione giapponese presente sull'isola. Tra i sopravvissuti della Liscome Bay c'era anche l'allora tenente di vascello e futuro giurista Robert Keeton.

## Onorificenze
La Liscome Bay ricevette una Battle star per il servizio reso nella seconda guerra mondiale.